# Partit Reformista Democràtic
El Partit Reformista Democràtic (en castellà: Partido Reformista Democrático; i abreviat com PRD) va ser un partit polític espanyol de centredreta d'ideologia liberal fundat el 1984 a Madrid. Estava format per antics membres de la Unió de Centre Democràtic, del Partido Demòcrata Liberal (PDL) d'Antonio Garrigues Walker i va ser liderat per Miquel Roca, amb el suport tàctic de Convergència Democràtica de Catalunya. El projecte fou conegut informalment com a Operació Roca, en referència al nom del candidat a la presidència del Govern espanyol.
Es va presentar a les eleccions generals de 1986, llevat a Catalunya i Galícia (on els seus referents eren CiU i Coalició Gallega, respectivament), amb Miquel Roca com a candidat a la presidència de Govern, i va obtenir 194.538 vots (0,96%) i cap escó, arran de la qual cosa va desaparèixer.
Van pertànyer a aquest partit polític l'actual president del Reial Madrid Florentino Pérez (secretari general del partit), Antonio Garrigues Walker (president), l'exministre de Foment Rafael Arias Salgado, Federico Carlos Sainz de Robles (número u de la llista al Congrés dels Diputats per Madrid) o l'exministra d'Educació, Cultura i Esports Pilar del Castillo.